# Burg Affolterloch
Die Burg Affolterloch ist eine abgegangene Burg nordöstlich von  Waldsee im heutigen Rhein-Pfalz-Kreis in Rheinland-Pfalz. Sie wurde schon 1349 wieder zerstört.

## Geschichte

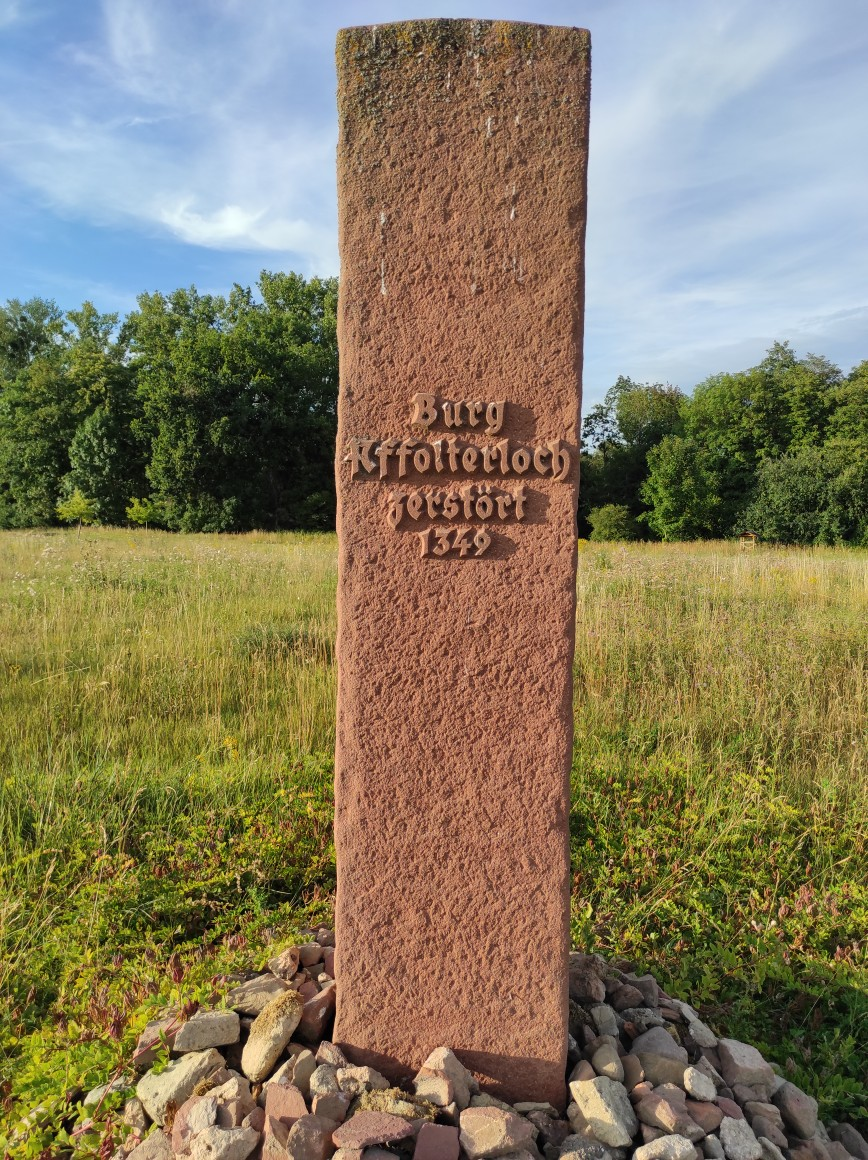
Gedenkstein am Standort der Burg Affolterloch

Affolterloch, ein eingangener Hof zwischen Waldsee, Neuhofen (Pfalz) und Altrip gehörte ursprünglich (um 800) dem Kloster Lorsch, dann dem Nonnenkloster Frankenthal, welches ihn um das Jahr 1202 an das Kloster Heisterbach im Siebengebirge bei Bonn verkaufte. Dieses Kloster blieb gleichfalls nicht lange im Besitz, sondern verkaufte das  ganze Gut 1213 an das Kloster Himmerod in der Eifel.
Als die Gegend um Speyer 1318 der Schauplatz des zwischen Kaiser Ludwig IV. (HRR) und seinem Gegenkaiser Friedrich der Schöne ausgebrochenen Krieges wurde, verkaufte das Kloster Himmerod seinen Hof mit den Gütern an Speyerer Bürger. Wie und wann Affolterloch aus den Händen der 3 Bürger an den Pfalzgrafen zu Heidelberg überging, ist nicht bekannt. Der Pfalzgraf Ruprecht I. (Pfalz) ließ in Affolterloch und im Neuen Hof (Neuhofen (Pfalz)) je eine Burg bauen.
Schon 1349 wird Burg Affolterloch und die Burg in Neuhofen wieder geschleift. Grund war die Wegelagerei, die von den zwei kurpfälzischen Rittern Albrecht und Heinrich von  Erligheim an der „Alten Strasse“, der Speyerer bzw. der Wormser Landstraße in Rehhütte, erfolgt war. Diese Überfälle waren vor allem den Bürgern in Speyer nicht willkommen. Den Speyeren kam dabei ein glücklicher Umstand zur Hilfe. Im Februar 1349 weilte Kaiser Karl IV. zum Reichstag in Speyer. Im Rahmen einer Audienz brachten die Bürger und Kaufleute ihr Anliegen vor und bekamen Recht. Kaiser Karl IV. ließ 1349 die beiden Burgen schleifen. Die Wegelagerei der Kurpfälzischen Ritter von Erligheim, die von den Pfalzgrafen geduldet und unterstützt wurde, muss im Zusammenhang mit der Reichsgeschichte gesehen werden. Speyer hielt zu Karl IV., dem die Wittelsbacher Günther von Schwarzburg als Gegenkönig gegenüberstellten. Dieser verzichtete bald und starb noch 1349. Sein Grabmal befindet sich im Frankfurter Dom.
„Die Burggen und Schlösser in der Nachbarschaft der Städte seynd denselben zum Hanthieren und Kauffmannschaft insbesondere schädlich gewesen, darum die Stadt Speyr etliche zunächst gelegene, deren sie mächtig seyn können, mit Kriegs Gewalt zubrochen und abgeworfen also dass auff drey Meil herumb keines übbrig geblieben, als die Burg zu Neuhofen und ein wehrlilch Haus zu Affolterlohe, so beyde der Pfaltz zugestanden, darauss Reisenden vielfältige Beschädigung begegnet, und die Strass uff Speyr desshalben sonder sorgliche Gefahr nicht wohl gebraucht werden können“. Davon schreibt M. Albert.

## Beschreibung
Wie die Burg, respektive das Feste Haus, ursprünglich ausgesehen hat, ist unbekannt. In den 1930er Jahren war noch an der Burgstelle der Burghügel und die Einsenkung des ehemaligen Burggrabens zu sehen. Der Durchmesser der Erdaufschüttung, ehemals wohl der Standort des Wohnturms, beträgt ca. 22 Meter. Der Burggraben verlief quadratisch und die Breite betrug mehr als 5 Meter. Die Kleinräumigkeit der Gesamtanlage, lässt auf eine frühe Turmhügelburg schließen. Funde aus der Römerzeit, römische Dachziegel, spätantike Münzen und sogenannte rädchenverzierte Terra-Sigillata-Gefäße des 3. und 4. Jahrhunderts lassen vermuten, dass schon ein spätantiker Burgus bestanden haben könnte. Die Lage auf einem hochwasserfreien Ufer eines Altrheinarmes, zwischen dem römischen Kastell Altrip und dem Civitashauptort Nemetum lässt auch vermuten, es könnte sich (nur) um einen Beobachtungs- und Signalposten der Rheinsicherung gehandelt haben.